# Rivière aux Sables (rivière Saguenay)
Pour les articles homonymes, voir Rivière Au Sable.
La rivière aux Sables est une rivière québécoise de la ville de Saguenay, dans la région administrative du Saguenay-Lac-Saint-Jean, au Canada. Ce cours d'eau constitue l'un des deux émissaires du lac Kénogami ; il coule vers le Nord pour se déverser dans le Saguenay. Elle est la seule rivière qui traverse Jonquière.
La rue Saint-Jean-Baptiste dessert la rive Ouest ; la rue Saint-Dominique dessert la rive Est. Le boulevard du Royaume et la rue Price dessert la partie inférieure. L'autoroute 70 coupe le milieu du cours d'eau,.
La surface de la rivière aux Sables est habituellement gelée de la fin novembre au début avril, toutefois la circulation sécuritaire sur la glace se fait généralement de la mi-décembre à la fin mars.

## Géographie

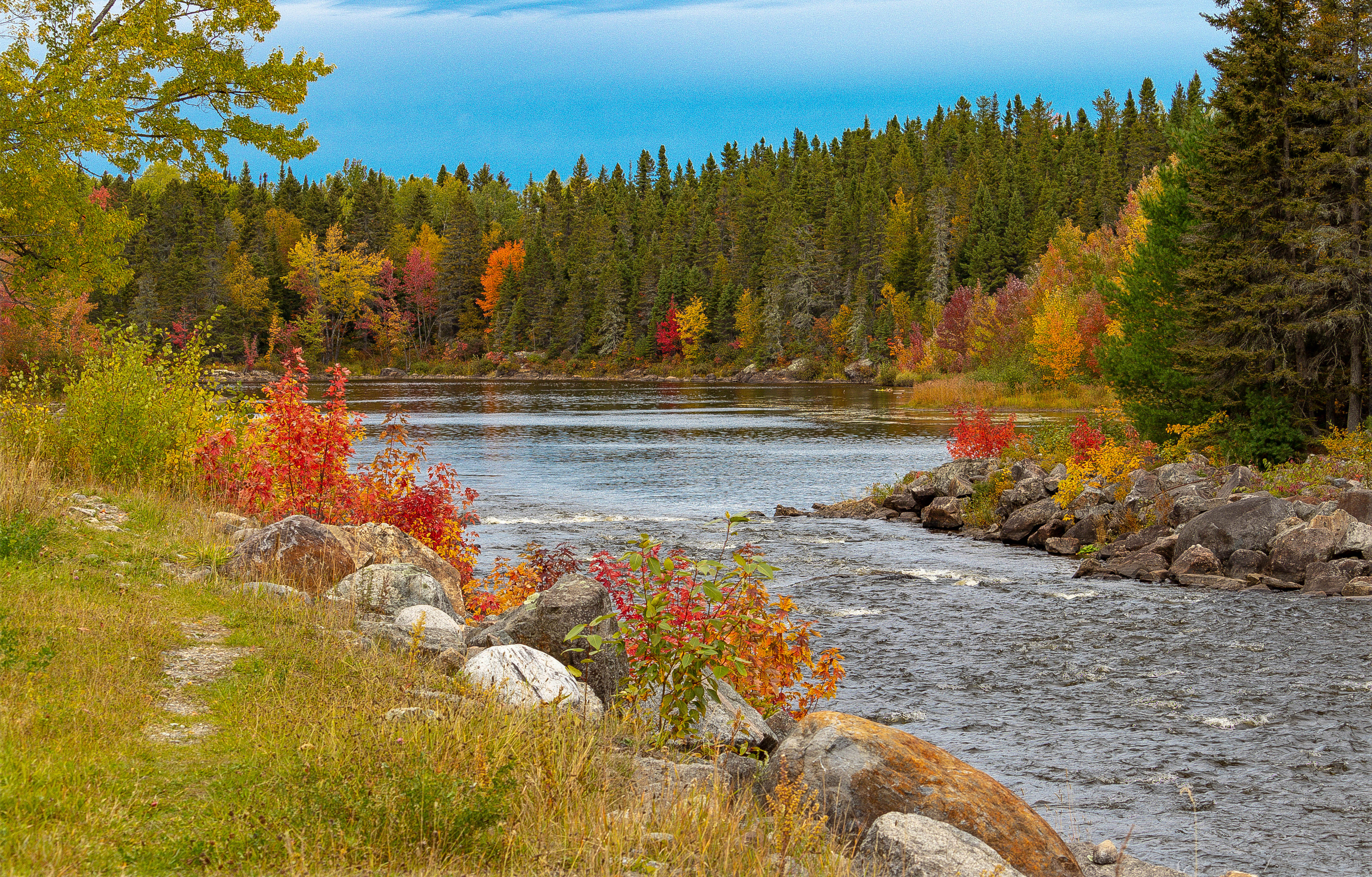
Tout près de la Marina du Capitaine au Lac Kénogani Qc

Les principaux bassins versants voisins de la rivière aux Sables sont :
- côté nord : rivière Saguenay, rivière Shipshaw ;
- côté est : rivière Chicoutimi, ruisseau Lapointe, ruisseau de la Grande Ligne, rivière aux Rats ;
- côté sud : lac Kénogami, rivière Cyriac ;
- côté ouest : ruisseau Desgagné, ruisseau des Chasseurs, rivière du Lac Onésime, rivière Dorval, lac Saint-Jean.

La rivière aux Sables prend sa source au barrage Pibrac-Ouest du lac Kénogami (longueur : 26,9 km ; altitude : 164 m). Cette source est située à :
- 7,3 km au nord-ouest du barrage de Portage-des-Roches, situé à la tête de la rivière Chicoutimi ;
- 6,5 km au nord de la confluence de la rivière Cyriac et du lac Kénogami ;
- 8,6 km au sud du centre-ville de Kénogami ;
- 9,5 km au sud de la confluence de la rivière aux Sables et de la rivière Saguenay[4].

À partir de sa source (barrage Pibrac-Ouest), la rivière aux Sables coule sur 10,1 km avec une dénivellation de 159 m généralement en zone urbaine, selon les segments suivants :
- 1,7 km vers le nord-ouest, jusqu’au pont de la rue Saint-Dominique ;
- 2,3 km vers le nord en formant de grands zigzags et en recueillant le ruisseau Desgagné (venant de l'ouest) jusqu'au pont de l'autoroute de l'Aluminium (autoroute 70) ;
- 3,7 km vers le nord en recueillant le ruisseau des Chasseurs (venant de l'ouest), passant sous le pont ferroviaire, traversant un barrage, jusqu’au pont du boulevard du Royaume (route 170) ;
- 2,4 km vers le nord en traversant un barrage et en passant sous le pont de la rue de Chute-à-Caron en fin de segment, jusqu’à son embouchure[4].

La rivière aux Sables se déverse sur la rive sud de la rivière Saguenay. Cette confluence est située à :
- 1,0 km au sud-est du barrage Chute-à-Caron sur la rivière Saguenay ;
- 1,6 km au nord-ouest du centre-ville de Kénogami ;
- 3,1 km au sud-est de la confluence de la rivière Shipshaw avec la rivière Saguenay ;
- 13,3 km au sud-ouest du centre-ville de Chicoutimi (secteur de Saguenay ;
- 28,9 km à l'ouest de la baie des Ha! Ha![4].

À partir de l’embouchure de la rivière aux Sables, le courant suit successivement le cours de la rivière Saguenay sur km vers l’est jusqu’à Tadoussac où il conflue avec l’estuaire du Saint-Laurent.

## Ponts qui la traversent (du sud au nord)
De nombreux ponts traversent cette rivière.
- Le pont Pibrac de la rue St-Dominique en direction de Lac-Kénogami
- Les passerelles de CEPAL (piétons)
- Le pont de l'autoroute 70
- La passerelle d'aluminium (piétons)
- Le vieux pont près du parc de la Rivière-aux-Sables.
- Le pont ferroviaire
- Le pont du boulevard Harvey
- Le pont Nelson (route 170)
- L'ancien pont Price
- Le pont de la rue Chute à Caron

## Attraits touristiques
À la hauteur de Jonquière, la rivière aux Sables est paisible ce qui permet aux citoyens de faire de nombreuses activités. L'été, on peut y faire de la pêche et naviguer en pédalo ou en canot.
Lors de la fête des pères, l'hôpital de Jonquière organise une "course des canards" pour amasser des dons. L'évènement se passe sur la rivière, où on lâche des milliers de petits canetons jaunes. Ceux-ci sont emportés par le courant et le premier à atteindre la ligne d'arrivée désigne le vainqueur de la course. L'évènement a  maintenant lieu à la fin de l'été.

## Toponymie
Le toponyme « rivière aux Sables » a été officialisé le 5 décembre 1968 à la Banque des noms de lieux de la Commission de toponymie du Québec.